# Roland Smith
Pour les articles homonymes, voir Smith.
Pour l'exploitant de salles de cinéma, voir Roland Smith (entrepreneur).
Œuvres principales
- Série Les 39 Clés

Roland Smith, né le 30 novembre 1951 à Portland dans l'Oregon, est un romancier américain de littérature d'enfance et de jeunesse.

## Œuvres

### SérieJacob Lansa
1. La Caverne des éléphants, Flammarion, coll. « Castor Poche » no 677, 1998 ((en) Thunder Cave, 1997)  (ISBN 2-08-164217-4)
2. Jaguars, Flammarion, coll. « Castor Poche » no 713, 1999 ((en) Jaguar, 1999)  (ISBN 2-08-164377-4)
3. Le Dernier Loup, Flammarion, coll. « Castor Poche » no 793, 2000 ((en) The Last Lobo, 2001)  (ISBN 2-08-164765-6)

### SérieJack Osborne
1. Disparition programmée, Flammarion, coll. « Tribal », 2003 ((en) Zach's Lie, 2003)  (ISBN 2-08-160283-0)
2. Témoins en danger, Flammarion, coll. « Tribal », 2005 ((en) Jack's Run, 2005)  (ISBN 2-08-163388-4)

### SérieO'Hara
1. (en) Cryptid Hunters, 2005
2. (en) Tentacles, 2009
3. (en) Chupacabra, 2013
4. (en) Mutation, 2014

### SériePeak Marcello
1. Pic, Flammarion, coll. « Karactère(s) », 2008 ((en) Peak, 2007)  (ISBN 978-2-02-097987-0)
2. (en) The Edge, 2015

### SérieI, Q
1. (en) Independence Hall, 2008
2. (en) The White House, 2010
3. (en) Kitty Hawk, 2012
4. (en) The Alamo, 2013Écrit avec Michael P. Spradlin.
5. (en) The Windy City, 2014Écrit avec Michael P. Spradlin.
6. (en) Alcatraz, 2014Écrit avec Michael P. Spradlin.

### SérieStorm Runners
1. (en) Storm Runners, 2010
2. (en) The Surge, 2011
3. (en) Eruption, 2012

### UniversLes 39 Clés

#### SérieCahill contre Vesper
1. Frayeurs à Tombouctou, Bayard Jeunesse, 2015 ((en) Shatterproof, 2012)

### SérieBeneath
1. (en) Beneath, 2015
2. (en) Above, 2016

### Romans indépendants
- Expédition Yéti, Flammarion, coll. « Castor Poche » no 857, 2002 ((en) Sasquatch, 1998)  (ISBN 2-08-164532-7)
- (en) Elephant Ru, 2007
- (en) The Captain's Dog: My Journey with the Lewis and Clark Tribe, 2008
- (en) Legwork, 2011
- (en) Hijack Over Weaver's Needle, 2012